# Західний апеляційний господарський суд

Юрисдикція суду

За́хідний апеляці́йний господа́рський суд — апеляційний спеціалізований господарський суд, розміщений у місті Львові. Юрисдикція суду поширюється на Закарпатську, Івано-Франківську, Львівську, Тернопільську та Чернівецьку області.
Суд утворений 23 червня 2018 року на виконання Указу Президента «Про ліквідацію апеляційних господарських судів та утворення апеляційних господарських судів в апеляційних округах» від 29 грудня 2017 року, згідно з яким мають бути ліквідовані апеляційні господарські суди та утворені нові суди в апеляційних округах.
Львівський апеляційний господарський суд здійснював правосуддя до початку роботи нового суду, що відбулося 3 жовтня 2018 року
Указ Президента про переведення суддів до нового суду прийнятий 28 вересня 2018 року.

## Структура
Структура суду передбачає посади голови суду, його заступника, суддів, керівника апарату, його заступника, помічників суддів, секретарів судових засідань, інші структурні підрозділи.
Суддівський корпус формує шість судових колегій по 2-3 члени та стільки ж резервних членів. Для всіх суддів визначено однакову спеціалізацію з розгляду справ, крім справ про банкрутство.

## Керівництво
Голова суду — Плотніцький Борис Дмитрович
 Заступник голови суду — Кравчук Наталія Миронівна
 Керівник апарату — Качур Юрій Ігорович